# Belgian International 2021
Die Belgian International 2021 im Badminton fanden vom 27. bis zum 30. Oktober 2021 in Leuven statt.

## Sieger und Platzierte
| Disziplin    | Gold                                    | Silber                                | Bronze                                        |
| ------------ | --------------------------------------- | ------------------------------------- | --------------------------------------------- |
| Herreneinzel | Ng Tze Yong                             | Ajay Jayaram                          | Kim Bruun                                     |
| Herreneinzel | Ng Tze Yong                             | Ajay Jayaram                          | Yusuke Onodera                                |
| Dameneinzel  | Riko Gunji                              | Hsu Wen-chi                           | Rachel Chan                                   |
| Dameneinzel  | Riko Gunji                              | Hsu Wen-chi                           | Jaslyn Hooi                                   |
| Herrendoppel | Pramudya Kusumawardana Yeremia Rambitan | Muhammad Shohibul Fikri Bagas Maulana | William Kryger Boe Christian Faust Kjær       |
| Herrendoppel | Pramudya Kusumawardana Yeremia Rambitan | Muhammad Shohibul Fikri Bagas Maulana | Man Wei Chong Tee Kai Wun                     |
| Damendoppel  | Rin Iwanaga Kie Nakanishi               | Julie MacPherson Ciara Torrance       | Jenny Moore Victoria Williams                 |
| Damendoppel  | Rin Iwanaga Kie Nakanishi               | Julie MacPherson Ciara Torrance       | Ornnicha Jongsathapornparn Phataimas Muenwong |
| Mixed        | Hiroki Midorikawa Natsu Saito           | Jesper Toft Clara Graversen           | Terry Hee Tan Wei Han                         |
| Mixed        | Hiroki Midorikawa Natsu Saito           | Jesper Toft Clara Graversen           | Kyohei Yamashita Naru Shinoya                 |